# Paraná (Entre Ríos)
Paraná ist die Hauptstadt der Provinz Entre Ríos im Nordosten von Argentinien. Die am östlichen Ufer des Río Paraná gegenüber Santa Fe gelegene Stadt hatte eine Einwohnerzahl von 235.967 (Stand 2001). Mit Santa Fe ist sie seit 1969 über die Ruta Nacional 168 und den Túnel Hernandarias unter dem Río Paraná verbunden. Der Tunnel war die erste feste Querung des Flusses in Argentinien.
Paraná ist nicht nur der Sitz der Provinzregierung, sondern auch ein wichtiger Flusshafen für die Verladung für Getreide, Vieh, Fisch und Nutzholz aus der Umgebung. Die wichtigsten angesiedelten Industrien sind die Produktion von Zement, Möbeln und Keramik.

## Agglomeration Gran Paraná
Die Agglomeration Gran Paraná mit den benachbarten Orten San Benito, Oro Verde, Colonia Avellaneda und Sauce Montrull hatte bei der Volkszählung 2001 eine Einwohnerzahl von 247.310. Nach einer Volkszählung von 2010 leben in der Agglomeration 340.861 Einwohner.

## Geschichte

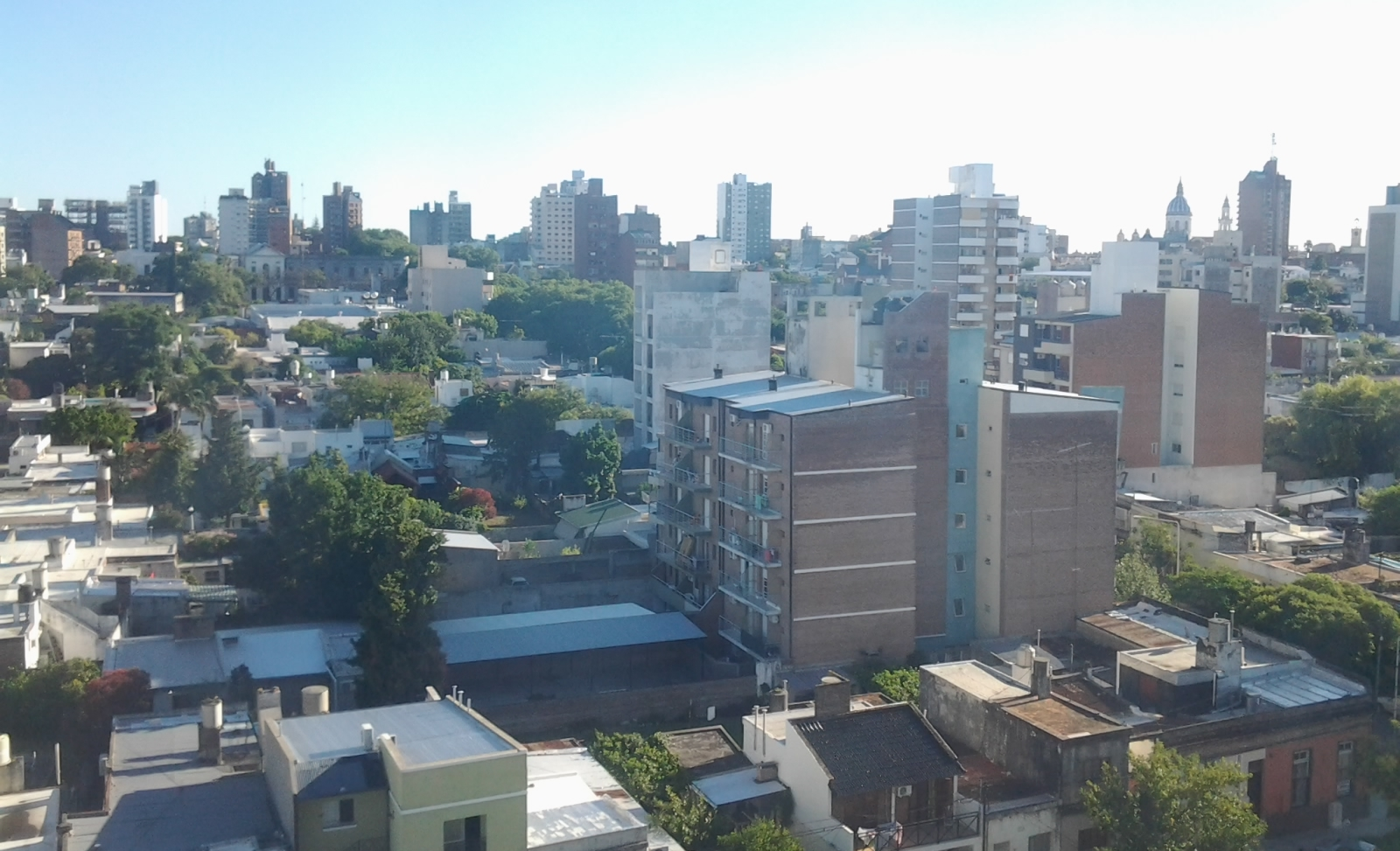
Blick auf das Zentrum

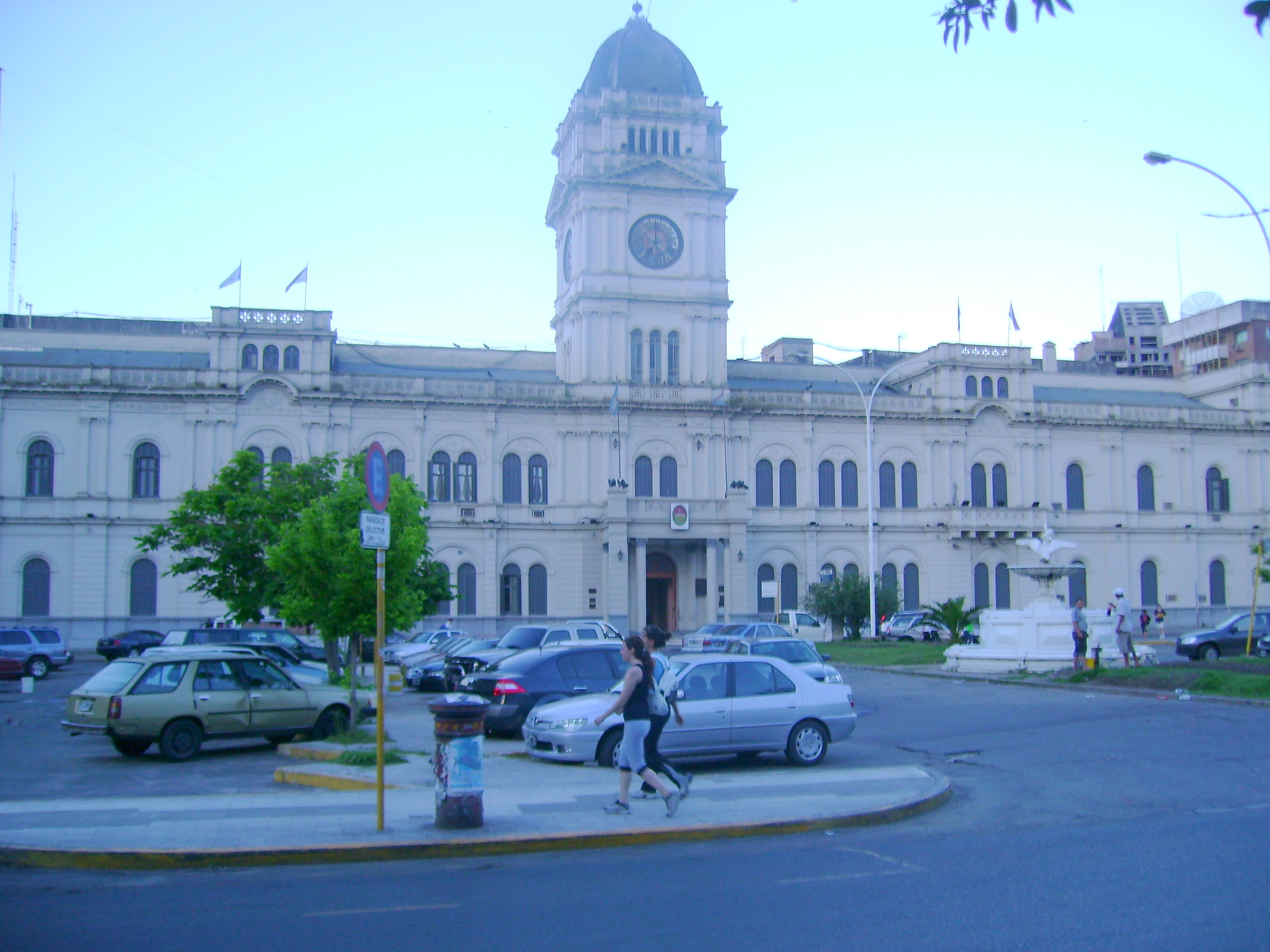
Regierungspalast der Provinz Entre Ríos.

Das genaue Gründungsjahr der Stadt ist nicht mehr bekannt, da es keine Gründungsurkunde gibt. In der Anfangszeit hieß die Stadt Baxada de la otra Banda del Paraná und Baxada del Paraná. Baxada oder nach heutiger Schreibweise Bajada ist das im lokalen Spanisch verwendete Wort für einen Abstieg hinunter zum Fluss. Die Entwicklung der Stadt war fließend und gründet sich hauptsächlich auf die Tatsache, dass sie sich gegenüber der Stadt Santa Fe befindet. Das offizielle Gründungsdatum wurde später auf den 23. Oktober 1730 festgelegt.
Paraná war 1852–1861, während der vorübergehenden Sezession der Provinz Buenos Aires, Hauptstadt der Confederación Argentina und vergrößerte sich während dieser Zeit ungemein rasch. Die Stadt besaß damals mehrere Kirchen, einen eleganten Regierungspalast und ein Theater, machte aber in der zweiten Hälfte des 19. Jahrhunderts, als sie wieder zur Provinzhauptstadt herabgestuft wurde, einen öden, ruinenhaften Eindruck. Die vorwiegend Handel treibende Bevölkerung bezifferte sich zum Ende des 19. Jahrhunderts auf etwa 6000 Einwohner.
Seit 1859 ist Paraná Sitz des römisch-katholischen Bistums Paraná, das 1866 zum Erzbistum Paraná erhoben wurde. Die Kathedrale von Paraná ist der Nuestra Señora del Rosario (Rosenkranzmadonna) geweiht.

## Klimatabelle
|                        | Jan   | Feb   | Mär   | Apr   | Mai  | Jun  | Jul  | Aug  | Sep  | Okt   | Nov   | Dez   |   |         |
| Mittl. Temperatur (°C) | 25,5  | 24,0  | 21,8  | 18,1  | 14,8 | 11,5 | 11,2 | 13,2 | 14,6 | 18,4  | 21,3  | 23,7  | ⌀ | 18,2    |
| Mittl. Tagesmax. (°C)  | 31,6  | 29,7  | 27,5  | 23,4  | 20,1 | 16,5 | 16,2 | 18,9 | 20,3 | 24,2  | 27,0  | 29,7  | ⌀ | 23,7    |
| Mittl. Tagesmin. (°C)  | 19,5  | 18,8  | 16,7  | 13,7  | 10,3 | 7,4  | 6,9  | 8,5  | 9,5  | 12,8  | 15,7  | 17,8  | ⌀ | 13,1    |
|                        |       |       |       |       |      |      |      |      |      |       |       |       |   |         |
| Niederschlag (mm)      | 134,0 | 158,3 | 131,4 | 118,4 | 65,5 | 33,0 | 37,0 | 31,4 | 69,0 | 125,1 | 112,3 | 110,2 | Σ | 1.125,6 |
|                        |       |       |       |       |      |      |      |      |      |       |       |       |   |         |
| Sonnenstunden (h/d)    | 9,4   | 8,9   | 7,7   | 7,1   | 6,1  | 5,2  | 5,5  | 6,5  | 6,9  | 8,1   | 9,1   | 8,8   | ⌀ | 7,4     |
|                        |       |       |       |       |      |      |      |      |      |       |       |       |   |         |
| Regentage (d)          | 8     | 9     | 9     | 8     | 6    | 5    | 5    | 5    | 6    | 9     | 8     | 9     | Σ | 87      |
|                        |       |       |       |       |      |      |      |      |      |       |       |       |   |         |
| Luftfeuchtigkeit (%)   | 65    | 70    | 75    | 78    | 80   | 80   | 79   | 74   | 71   | 70    | 68    | 65    | ⌀ | 72,9    |

| 19,5 |

| 18,8 |

| 16,7 |

| 13,7 |

| 10,3 |

| 7,4 |

| 6,9 |

| 8,5 |

| 9,5 |

| 12,8 |

| 15,7 |

| 17,8 |

| 19,5 |

| 18,8 |

| 16,7 |

| 13,7 |

| 10,3 |

| 7,4 |

| 6,9 |

| 8,5 |

| 9,5 |

| 12,8 |

| 15,7 |

| 17,8 |

## Städtepartnerschaften
- Leonforte, Italien, seit dem 11. Januar 1991
- Muscatine, Iowa, USA, seit dem 4. August 1989
- Porto Alegre, Brasilien, seit dem 12. Juni 1992
- Rechowot, Israel, seit dem 2. April 1995
- Santa Cruz de la Sierra, Bolivien, seit dem 22. Juni 1990
- Santiago de Cuba, Kuba, 23. September 1992
- Santo Ângelo, Brasilien, seit dem 10. Dezember 1994

## Söhne und Töchter der Stadt
- Antonio F. Crespo (1851–1893), Bürgermeister von Buenos Aires
- José Benjamin Zubiaur (1856–1921), Pädagoge und Gründungsmitglied des Internationalen Olympischen Komitees
- Evaristo Carriego (1883–1912), Journalist und Schriftsteller
- León Genuth (1931–2022), Ringer
- Pedro Ignacio Calderón (* 1933), Dirigent
- Roberto Breppe (* 1941), Radrennfahrer
- Adolfo J. de Bold (1942–2021), argentinisch-kanadischer Physiologe und Professor an der University of Ottawa
- Lucio Godoy (* 1958), Komponist
- Javier Grandoli (* 1969), Fußballspieler
- Roberto Ayala (* 1973), Fußballspieler
- Matías Russo (* 1985), Autorennfahrer
- Betina Jozami (* 1988), Tennisspielerin
- Julián Molina (* 1993), Leichtathlet
- Gonzalo Villanueva (* 1995), Tennisspieler
- Luciano Vicentin (* 2000), Volleyballspieler